# Haylie Duff
Haylie Katherine Duff (Houston, 19 febbraio 1985) è un'attrice, cantautrice, personaggio televisivo e imprenditrice statunitense.
Conosciuta per il suo ruolo di Sandy Jameson in Settimo cielo, è la sorella maggiore di Hilary Duff. Dall'inizio della sua carriera, assieme alla sorella, ha recitato in numerose serie televisive, tra cui Lizzie McGuire, Raven, American Dreams, Boston Public, e Chicago Hope, arrivando raggiungendo il successo entrando nel cast di Settimo cielo dal 2005. Ha inoltre fatto parte dei cast dei film Lizzie McGuire - Da liceale a popstar, Napoleon Dynamite, Material Girls e Cattive gemelle. Ha inoltre recitato a Broadway negli spettacoli Hairspray (2006) e Love, Loss, and What I Wore (2010). L'attrice ha vinto per le sue performance un Teen Choice Awards e un Young Artist Award.
Tra il 2014 e il 2015 ha condotto il programma culinario The Real Girl's Kitchen, nominato agli Emmy Award, e dal 2016 conduce il programma culinario Haylie's America. Nel corso degli anni ha collaborato nei progetti musicali della sorella, scrivendo alcuni brani per gli album Metamorphosis, Hilary Duff, Dignity, apparendo vocalmente in alcune tracce, tra cui nel singolo Our Lips Are Sealed che esordisce nelle Top10 delle classifiche di Canada e Australia. Dal 2019 è co-proprietaria del marchio di prodotti beauty e per bambini Naturalena Brands, assieme alla sorella Hilary.

## Biografia

### 1997-2004:Lizzie McGuire, Napoleon Dynamitee debutto musicale
Assieme alla sorella Hilary, all'età di 12 anni inizia a sostenere diversi provini accompagnata dalla madre e produttrice cinematografica Susan Colleen Duff. Nel 1997 ottiene una parte nei film TV True Women e Hope, quest'ultimo diretto da Goldie Hawn. Negli anni successivi ottiene altre parti, tra cui nel film TV La famiglia Addams si riunisce del 1998, per il quale ottiene il Young Artist Award come miglior attrice non protagonista, e in un ruolo ricorrente in Chicago Hope nel 2000. Nel 2002 entra a far parte del cast di Lizzie McGuire, dove la sorella ricopre il ruolo di protagonista, recitando poi nel film legato alla serie televisiva Lizzie McGuire - Da liceale a popstar. Nel corso del 2003 recita in Squadra emergenza e American Dreams.
Nel 2003 intraprende inoltre la carriere come autrice, componendo Sweet Sixteen e Inner Strength per il secondo progetto discografico della sorella Metamorphosis. Nell'anno successivo scrive altre tre brani per il terzo album della sorella, intitolato Hilary Duff, e duetta sempre con Hilary nel singolo Our Lips Are Sealed, colonna sonora del film A Cinderella Story, che esordisce nelle Top10 canadese e australiana.
Nel 2004 debutta sul grande schermo nel film Napoleon Dynamite, riscuotendo consenso dalla critica cinematografica ed ottenendo il Teen Choice Awards come rivelazione dell'anno. Da voce inoltre ad un personaggio del film di animazione Alla ricerca di Babbo Natale della Walt Disney Animation Studios. Nel corso dello stesso anno recita in un episodio di Raven e One on One.

### 2005-2010:7th Heavene il debutto a Broadway

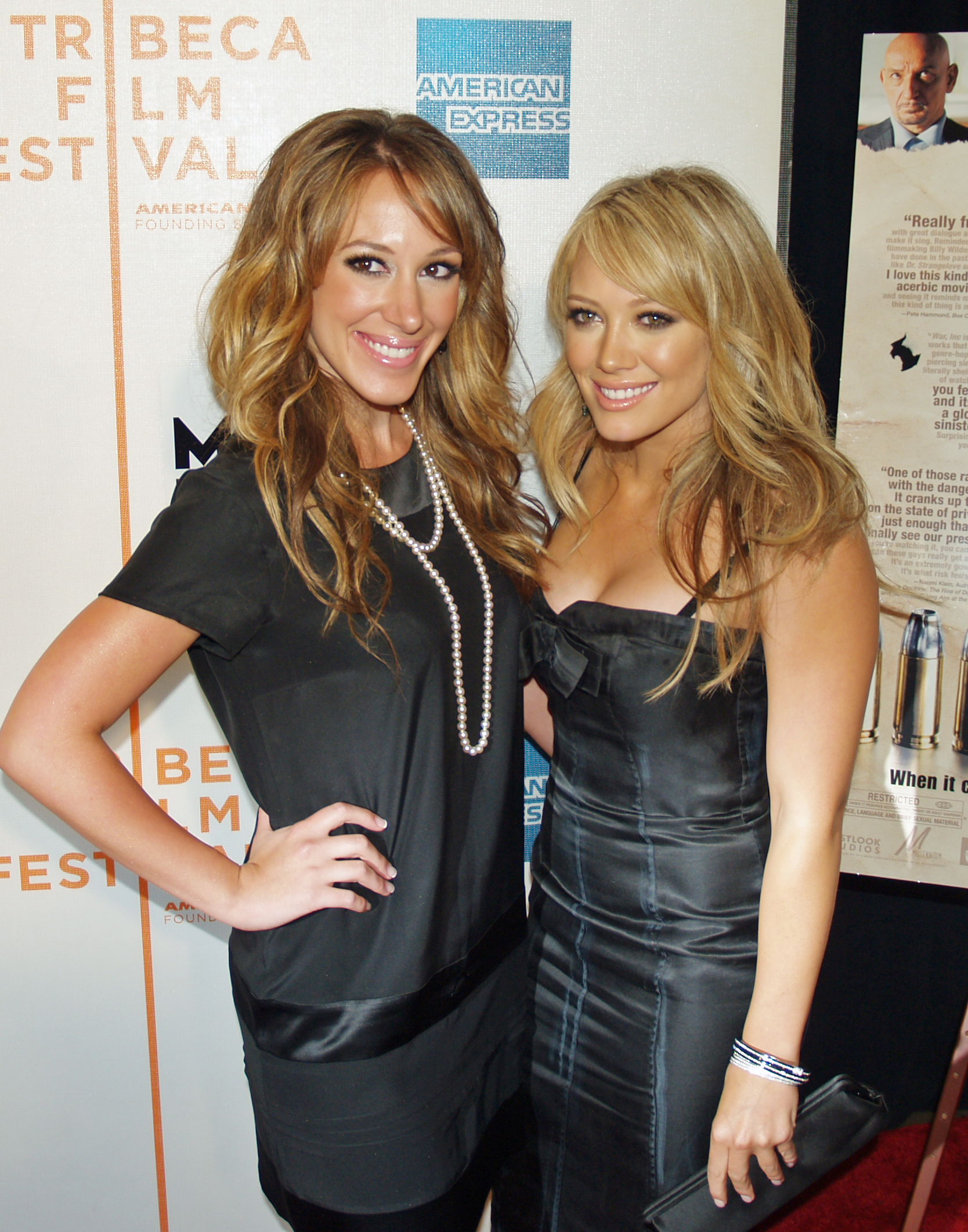
Haylie e Hilary Duff nel 2008.

Nel 2005, Haylie ha recitato in Settimo cielo, nel ruolo di Sandy Jameson, la migliore amica della ragazza di Simon Camden, che rimane incinta di Martin Brewer nella decima stagione ed ha un bambino di nome Aaron. Nello stesso anno recita nel film I Love Your Work, ed entra a far parte del cast della seconda stagione della serie televisiva Joan of Arcadia.
Nell'estate 2006, l'attrice è entrata a far parte del cast del musical di Broadway Hairspray, impersonando Amber Von Tussle. Ha inoltre recitato in Material Girls, con la sorella, Dishdogz e My Sexiest Year del 2007. Dopo aver lasciato il cast di Settimo cielo, nel 2008 recita nei film Legacy e Backwoods, concentradosi prevalentemente al primo progetto discografico con la Hollywood Records, sebbene terminato il periodo di registrazione, l'album che si sarebbe dovuto chiamare Walk the Walk, non venne mai pubblicato dalla casa discografica.
Tra il 2009 e il 2010 torna a recitare in alcuni film: My Nanny's Secret, Fear Island, Tug e Slightly Single. Nel 2010 ritorna a Broadway recitando in Love, Loss, and What I Wore al fianco di Nick Zano.

### 2011-2015:The Real Girl's Kitchene progetti cinematografici
Dopo aver preso parte al film Video Girl (2011), presta voce a due film di animazione: Foodfight!, Golden Winter e nella serie animata Napoleon Dynamite, rinterpetazione del film in cui aveva recitato nel 2004. Nel corso del 2012 recita in un episodio di La vita segreta di una teenager americana e viene scelta come protagonista della serie televisiva statunitense Blackout. Tra il 2013 e il 2014 viene scelta nel cast di Slightly Single in L.A., al fianco di Lacey Chabert, Kip Pardue e Jenna Dewan, The Wedding Pact con Chris Soldevilla, A Belle for Christmas e Naughty & Nice.
Nel 2013 pubblica il libro Real Girl's Kitchen, progetto editoriale che narra la vita dell'attrice in parallelo a ricette e pietanze legati ai ricordi. Dal libro è stato tratto il programma televisivo condotto dalla Duff, The Real Girl's Kitchen, andato in onda dal 2014 al 2015 per Food Network US. Il programma ha ricevuto una nomina agli Emmy Award.

### 2016-presente:Haylie's Americae nuovi progetti
Nel 2016 The Real Girl's Kitchen viene sostituito con il programma Haylie's America, che vede la Duff in un viaggio culinario negli Stati Uniti. Nel 2017 recita nella serie televisiva Real Rob e nei film The Sandman, The Bachelor Next Door, The Lease e Hacker. Nel 2018 recita nel film televisivo Deadly Delusion.
Nel 2017 Haylie realizza la sua linea di moda per bambini chiamata Little Moon Society. Nel novembre 2019, le sorelle Duff annunciano di essere co-proprietarie della linea di prodotti Naturalena Brands, comprendenti il marchio di prodotti per bambini "Happy Little Camper" di Haylei e i prodotti per la cura femminile "Veeda" di Hilary.

## Vita privata
Dal 2013 è fidanzata con Matt Rosenberg, ma la relazione è stata annunciata ai mass media solo nell'aprile 2014. I due hanno avuto una figlia, Ryan, nata l'11 maggio 2015. Il 5 giugno 2018 è nata la loro seconda figlia Lulu Grey Rosenberg.

## Filmografia

### Cinema
- Lizzie McGuire - Da liceale a popstar (The Lizzie McGuire Movie ), regia di Jim Fall (2003) - non accreditata
- I Love Your Work, regia di Adam Goldberg (2003)
- Napoleon Dynamite, regia di Jared Hess (2004)
- Dishdogz , regia di Mikey Hilb (2005)
- Material Girls, regia di Martha Coolidge (2006)
- My Sexiest Year , regia di Howard Himelstein (2007)
- Legacy , regia di Jason Dudek e Michael Kolko (2008)
- Tug , regia di Abram Makowka (2010)
- Video Girl , regia di Ty Hodges (2011)
- The Lost Episode, regia di Michael Rooker (2012)
- Taken by Grace , regia di Roger Lindley (2013)
- Slightly Single in L.A. , regia di Christie Will Wolf (2013)
- The Wedding Pact , regia di Matt Berman (2014)
- Muffin Top: A Love Story , regia di Cathryn Michon (2014)
- Il Natale di Belle (A Belle for Christmas), regia di Jason Dallas (2014)
- The Costume Shop , regia di Bob Willems (2014)
- Desecrated , regia di Rob Federic (2015)
- Badge of Honor, regia di Agustin (2015)
- Una vita segreta (His Secret Family), regia di Michael Feifer (2015)
- Cattive gemelle (Bad Twin), regia di John Murlowski (2016)
- The Sandman, regia di Peter Sullivan (2017)

### Televisione
- True women - Oltre i confini del west (True Women ), regia di Karen Arthur - film TV (1997) - non accreditata
- Hope, regia di Goldie Hawn - film TV (1997)
- La famiglia Addams si riunisce (Addams Family Reunion ), regia di Dave Payne - film TV (1998)
- Chicago Hope - serie TV, episodio 6x13 (2000)
- Boston Public - serie TV, episodi 1x9 e 1x16 (2001)
- Lizzie McGuire - serie TV, episodi 2x18, 2x20 e 2x23 (2002-2003)
- Squadra Emergenza (Third Watch) - serie TV, episodio 4x14 (2003)
- American Dreams - serie TV, episodio 2x8 (2003)
- Raven - serie TV, episodio 2x15 (2004)
- One on One (2004) - serie TV, episodio 4x10 (2004)
- Selvaggi (Complete Savages) - serie TV, episodio 1x14 (2005)
- Settimo cielo (7th Heaven) - serie TV, 32 episodi (2005-2007)
- Joan of Arcadia - serie TV, episodi 2x15, 2x16 e 2x17 (2005)
- Nightmare , regia di Terry Ingram - film TV (2007)
- Gioco letale (Backwoods), regia di Marty Weiss - film TV (2008)
- L'amore apre le ali (Love Takes Wing), regia di Lou Diamond Phillips - film TV (2009)
- L'amore trova casa (Love Finds a Home ), regia di David S. Cass, Sr. - film TV (2009)
- Omicidi e Segreti (A Nanny's Secret ), regia di Douglas Jackson - film TV (2009)
- Fear Island , regia di Michael Storey - film TV (2009)
- Betrayed at 17 , regia di Doug Campbell - film TV (2011) - non accreditata
- Holiday Engagement , regia di Jim Fall - film TV (2011)
- La vita segreta di una teenager americana (The Secret Life of the American Teenager) - serie TV, episodio 5x4 (2012)
- Il gioco della vendetta (Home Invasion ), regia di Doug Campbell – film TV (2012)
- Massholes - serie TV, episodi 1x7 e 1x10 (2012)
- Natale, è sempre Natale! (All About Christmas Eve ), regia di Peter Sullivan - film TV (2012)
- Il Natale di Belle (Christmas Belle), regia di Alex Wright - film TV (2013)
- Il negozio del Natale (Hats off to Christmas! ), regia di Terry Ingram - film TV (2013)
- Hotel Cupido (Sweet Surrender), regia di Kevin Connor - film TV (2014)
- Natale On Air (Naughty & Nice), regia di Sam Irvin - film TV (2014)
- Til Death Do Us Part, regia di Farhad Mann - film TV (2014)
- Real Rob - serie TV, episodi 2x6, 2x7 e 2x8 (2017)
- Il ragazzo della porta accanto (The Bachelor Next Door), regia di Michael Feifer - film TV (2017)
- Il gioco dell'illusione (Deadly Delusion ), regia di Nadeem Soumah - film TV (2017)
- Hacker , regia di Nadeem Soumah - film TV (2017)
- The Sandman, regia di Peter Sullivan – film TV (2017)
- Deadly Delusion, regia di Nadeem Soumah - film TV (2018)

### Programmi TV
- The Real Girl's Kitchen, programma TV - conduttrice (2014-2015)
- Haylie's America, programma TV - conduttrice (2016-presente)

## Teatrografia
- Hairspray, nel ruolo di Amber Von Tussle, Broadway (2006)
- Love, Loss, and What I Wore, nel ruolo di Amanda, Broadway (2010)

## Discografia

### Singoli
- 2002 Same Old Christmas (con Hilary Duff)
- 2003 Girl In The Band
- 2004 The Siamese Cat Song (con Hilary Duff)
- 2004 Sweetest Pain
- 2004 A Whatever Life
- 2004 One In This World
- 2004 Our Lips Are Sealed (con Hilary Duff)
- 2005 Babysitting Is A Bum Deal
- 2006 Material Girls (con Hilary Duff)

## Doppiatrici italiane
Nelle versioni in italiano dei suoi film, Haylie Duff è stata doppiata da:
- Federica De Bortoli in Material Girls, Selvaggi, Cattive gemelle, Il gioco dell'illusione
- Barbara Pitotti in Il Natale di Belle, Natale On Air
- Federica Simonelli in Il ragazzo della porta accanto
- Alessia Amendola in Settimo cielo
- Eleonora Reti in Una vita segreta
- Laura Lenghi in Joan of Arcadia
- Paola Majano in Hotel Cupido
- Roberta De Roberto in Il lato oscuro di mio marito